# ハインリヒ・アドルフ・シュレーダー

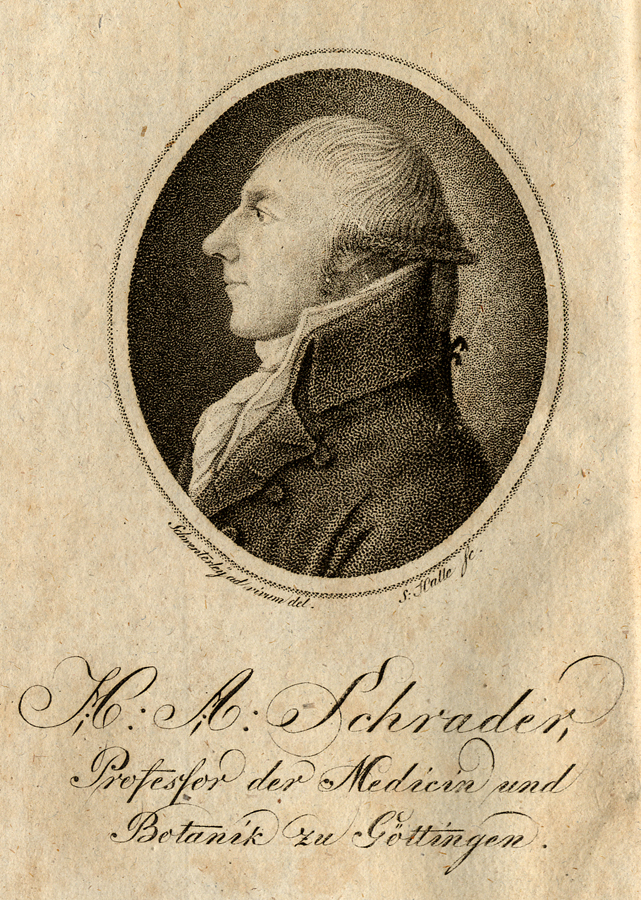
Heinrich Adolf Schrader

ハインリヒ・アドルフ・シュレーダー（Heinrich Adolf Schrader、1767年1月1日 - 1836年10月22日）はドイツの植物学者である。

## 略歴
現在のニーダーザクセン州のアルフェルト（Alfeld）に生まれた。ゲッティンゲン大学で医学を学び1795年に学位を得た。1803年にゲッティンゲン大学の准教授となり、ゲッティンゲン大学植物園長となった。1809年に教授となった。
ドイツや国外の植物に関する多くの著作を行い、主な著作には "Sertum Hannoveranum" (ヨハン・クリストフ・ヴェントラントと共著、1795-98)や "Nova genera plantarum" (1797)、 "Flora germanica" (1806-)、 "Hortus Gottingensis" (1809) 、"Systematische Sammlung Cryptogamischer Gewächse" (1796-97)などがある。
1799年から1803年の間 "Journal for Botany"の編集を行い、1806年から1810年の間 "New Journal for Botany"の編集を行った。後者は1818年に "Flora" となる植物雑誌である。1804年にゲッティンゲン科学アカデミーの会員に選ばれ、1812年にプロイセン王立アカデミー、1815年にスウェーデン王立科学アカデミーの会員に選ばれた。1820年にドイツの科学アカデミーレオポルディーナの会員に選ばれた。
アカネ科の植物の属名 Schradera Vahlやナス科の属名、Schraderanthus Averettなどに献名されている。